# 新名西橋
新名西橋（しんめいさいはし）とは、愛知県名古屋市西区から同県清須市まで結ぶ庄内川にかかる国道22号（名岐バイパス）の桁橋である。

## 赤とんぼ橋
並行して架かる名古屋高速6号清須線のエクストラドーズド橋（2007年12月9日開通）は、当初は一般道と同じく「新名西橋」の仮称があったが、橋の名称を一般募集し、応募の中から「赤とんぼ橋」と決定された。赤とんぼ橋は、「第23回名古屋市都市景観賞（まちなみ部門）」を受賞した。

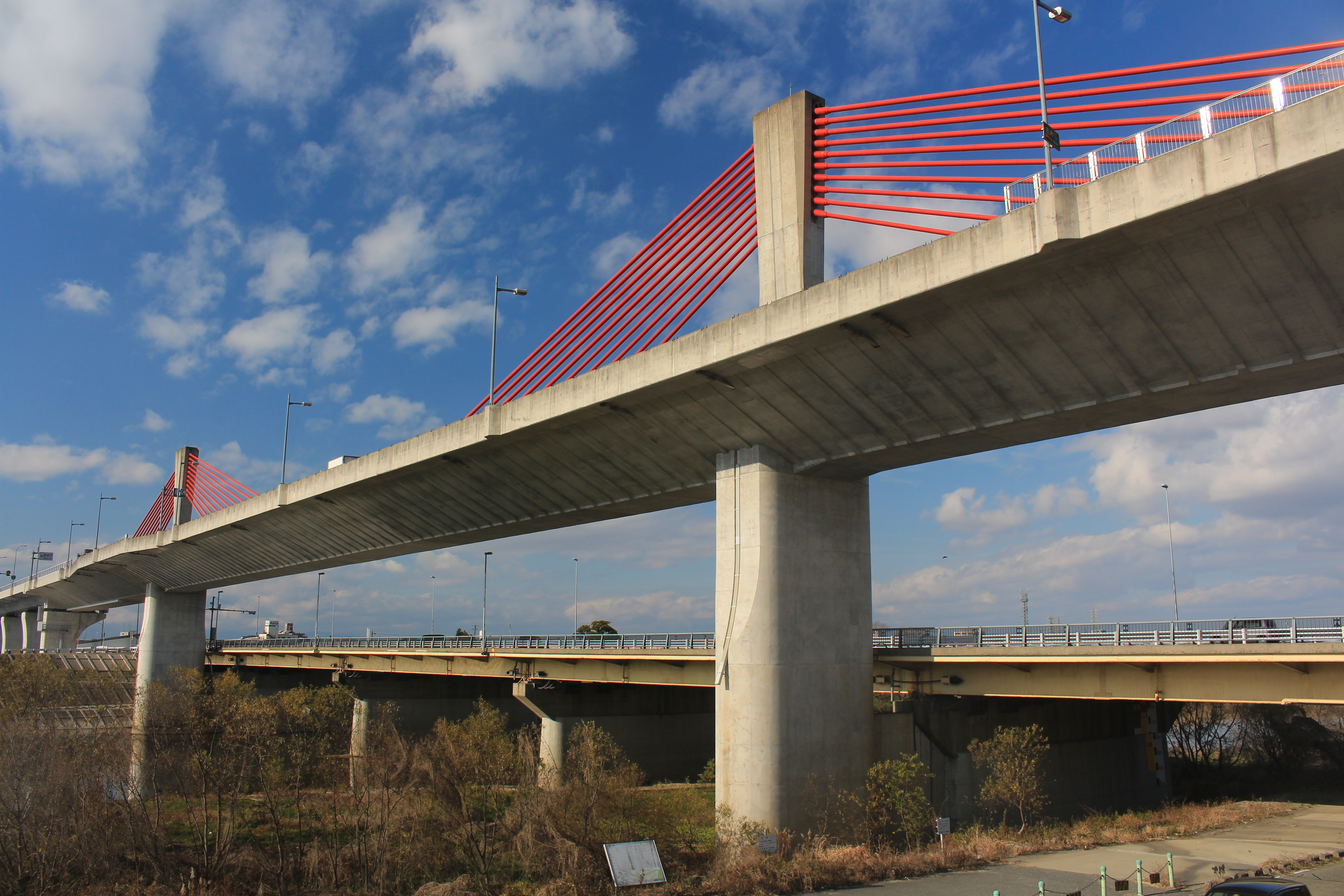
南の下流側に並行する名古屋高速6号清須線の赤とんぼ橋
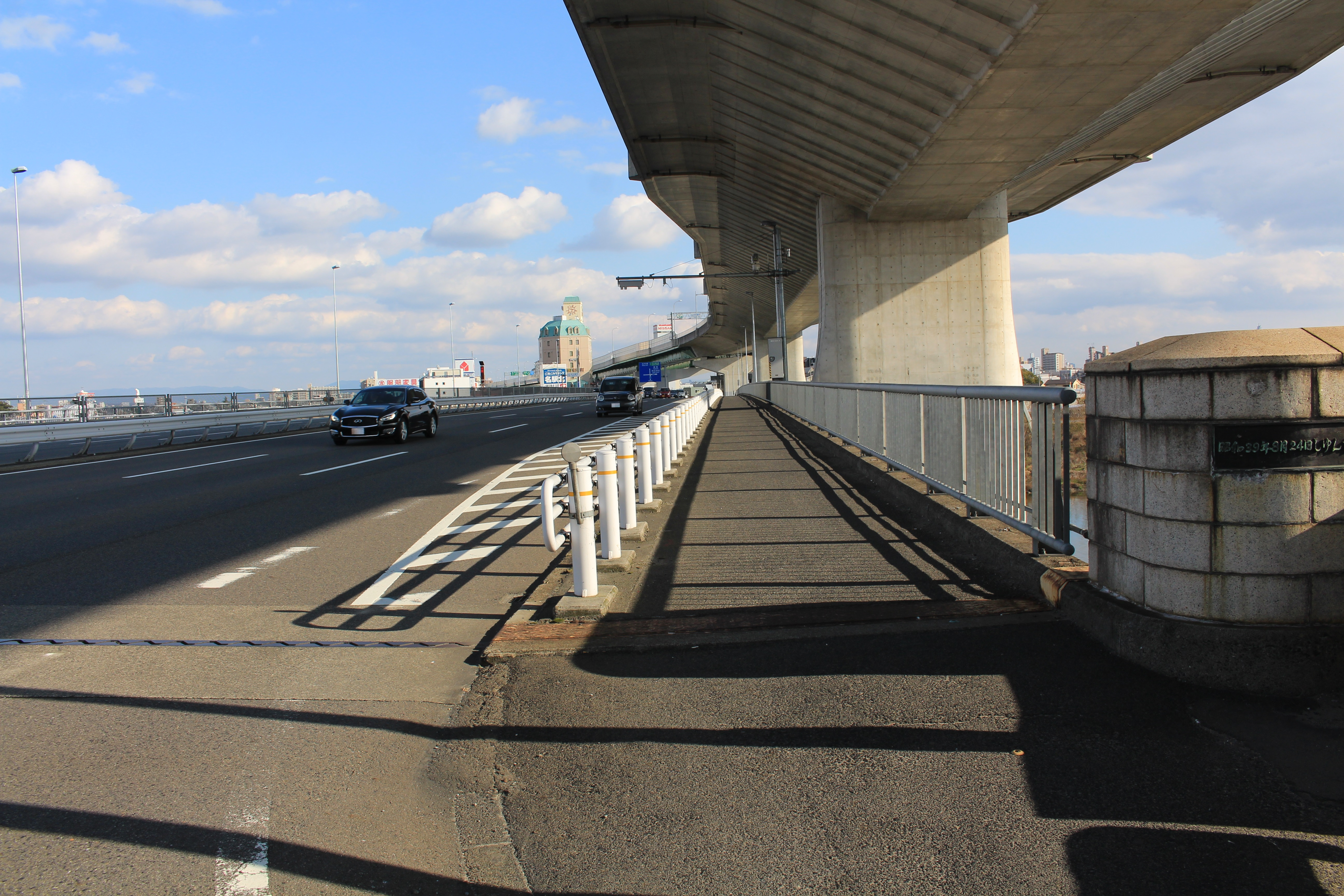
西側の右岸から望む新名西橋

## 周辺
橋の名称は「しんめいさいはし」であるが、付近にある名古屋市営バスの停留所「名西橋」は「めいせいばし」と読む。
庄内川左岸で愛知県道106号鳥ヶ地名古屋線と立体交差し、右岸で愛知県道162号松河戸西枇杷島線が合流しその終点となっている。左岸河川敷下流側には、「名西橋緑地」（0.57 ha）がある。